# Spilosoma nigropunctata
Spilosoma nigropunctata là một loài bướm đêm thuộc phân họ Arctiinae, họ Erebidae.